# Portal des Château du Marais

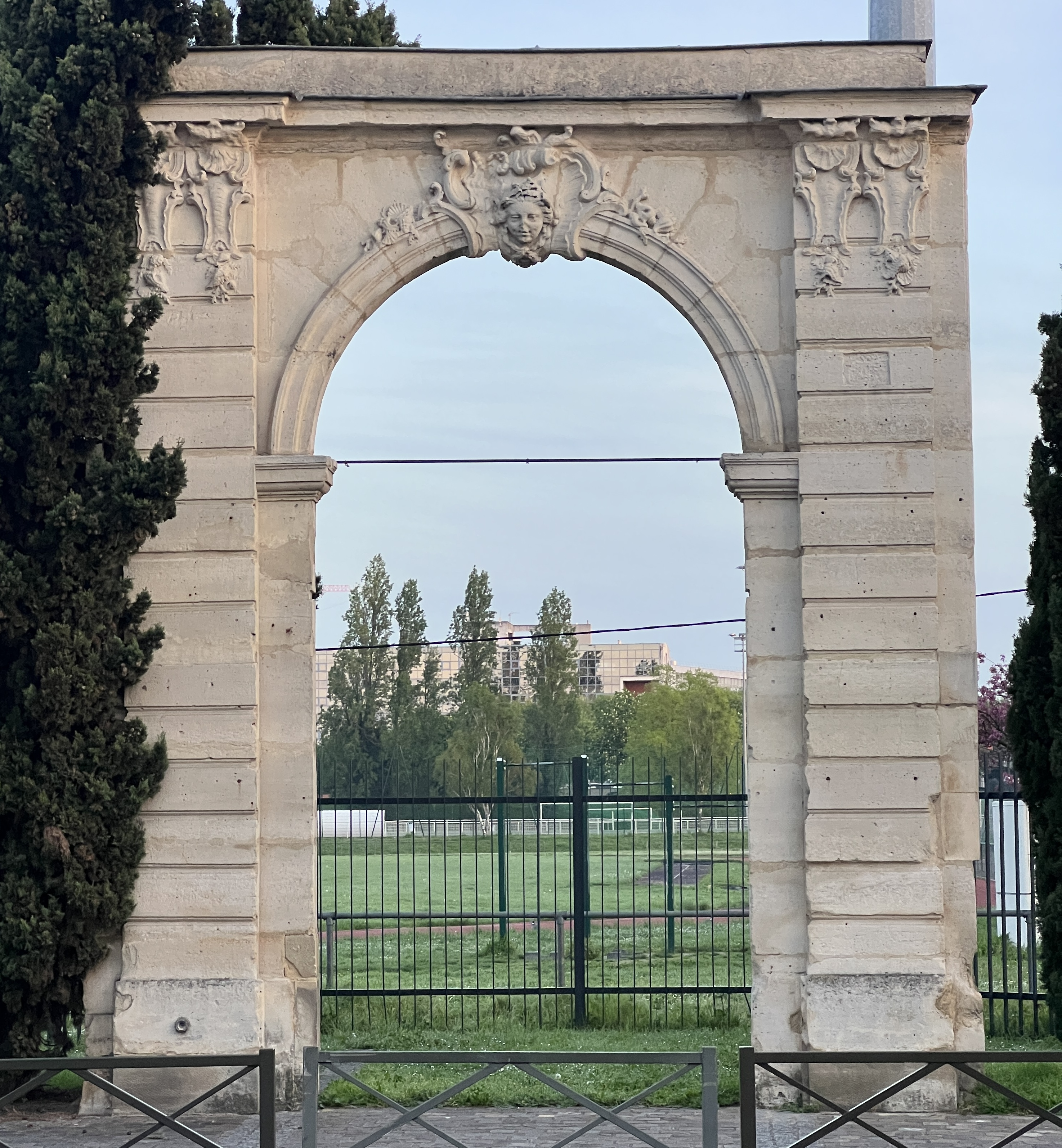
Portal des Château du Marais in Argenteuil

Das Portal des Château du Marais in  Argenteuil, einer französischen Stadt im Département Val-d’Oise in der Region Île-de-France, ist der einzige Rest des ehemaligen Schlosses Château du Marais. Das Portal an der Rue Auguste-Delaune wurde 1931 als Monument historique in die Liste der Baudenkmäler in Frankreich aufgenommen.
Besitzer des Geländes mit einem weitläufigen Park, der sich bis zur Seine erstreckte, war das Benediktinerkloster in Argenteuil, das das Anwesen an reiche Adelige verpachtete. Während der Französischen Revolution wurde das Anwesen als Bien national verkauft. Im Laufe des 19. Jahrhunderts wurden das Schloss und seine Nebengebäude abgerissen und das Grundstück parzelliert. Die Käufer errichteten darauf Einfamilienhäuser.